# Mieuxcé
Mieuxcé (1801 noch mit der Schreibweise Mieuxée) ist eine französische Gemeinde mit 611 Einwohnern (Stand 1. Januar 2022) im Département Orne in der Region Normandie. Sie gehört zum Arrondissement Alençon und zum Gemeindeverband Alençon.

## Geografie
Die Gemeinde Mieuxcé liegt sechs Kilometer südwestlich der Departements-Hauptstadt Alençon in einer Flussbiegung der oberen Sarthe. Das teilweise hügelige Gebiet der 10,36 km² umfassenden Gemeinde bildet das nordöstliche Ende der Landschaft Alpes mancelles, einem Ausläufer des Armorikanischen Massivs. Die Gemeinde gehört zum Regionalen Naturpark Normandie-Maine.
Die angrenzenden Gemeinden sind Pacé im Norden, Condé-sur-Sarthe im Nordosten, Héloup im Osten, Moulins-le-Carbonnel im Süden, Saint-Céneri-le-Gérei im Südwesten sowie La Ferrière-Bochard im Westen.

## Bevölkerungsentwicklung
| Jahr                       | 1962 | 1968 | 1975 | 1982 | 1990 | 1999 | 2006 | 2014 | 2021 |
| -------------------------- | ---- | ---- | ---- | ---- | ---- | ---- | ---- | ---- | ---- |
| Einwohner                  | 354  | 321  | 329  | 452  | 571  | 597  | 579  | 626  | 613  |
| Quellen: Cassini und INSEE |      |      |      |      |      |      |      |      |      |

Im Jahr 1846 wurde mit 701 Bewohnern die bisher höchste Einwohnerzahl ermittelt. Die Zahlen basieren auf den Daten von cassini.ehess und INSEE.

## Sehenswürdigkeiten
- Kirche St. Peter und Paul (Église Saint-Pierre-et-Saint-Paul)

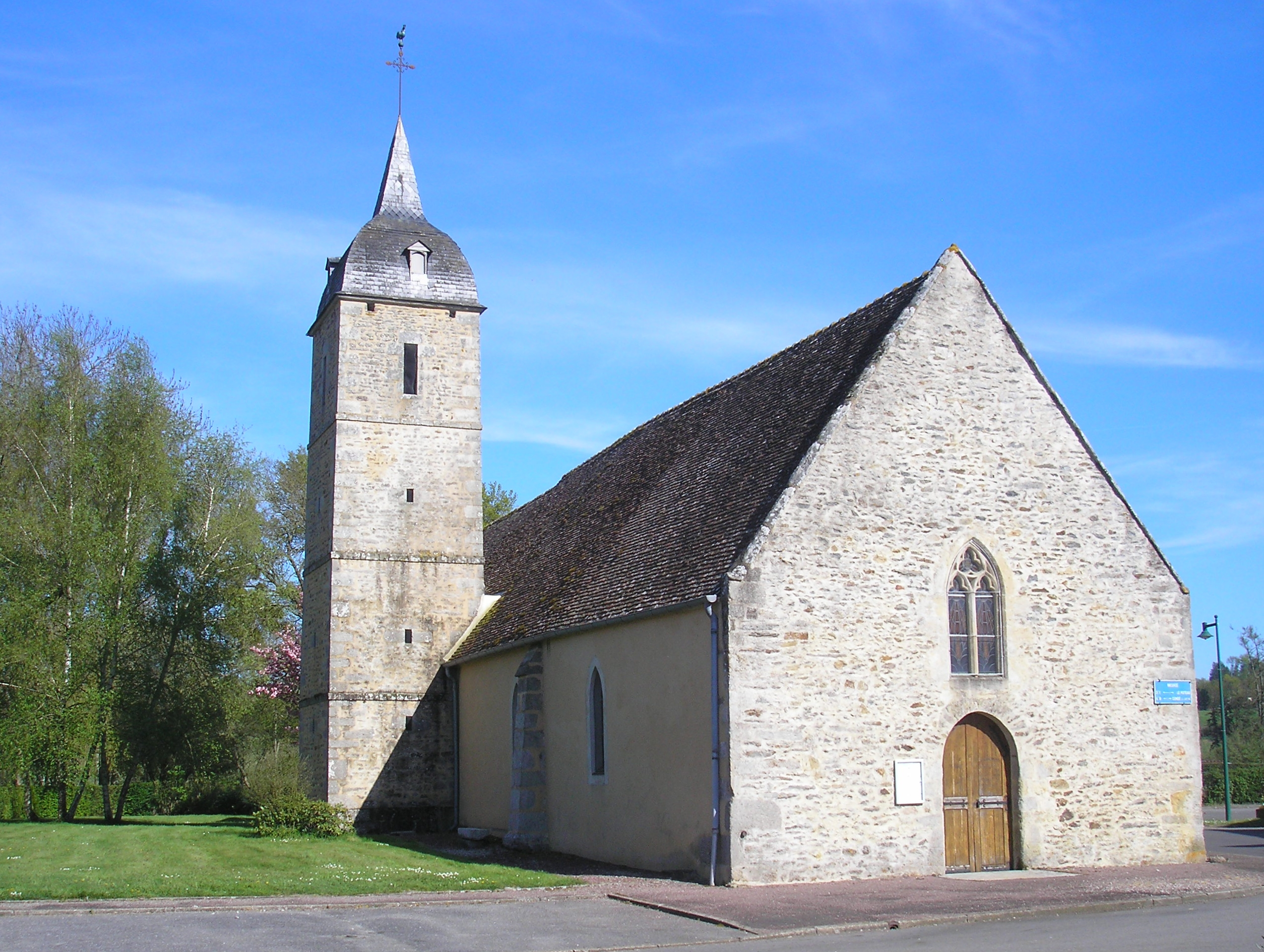
Kirche St. Peter und Paul

## Wirtschaft und Infrastruktur
In der Gemeinde sind 17 Landwirtschaftsbetriebe ansässig (Milchwirtschaft, Zucht von Pferden, Rindern, Schafen und Ziegen).
Mieuxcé liegt abseits der überregional bedeutenden Verkehrswege. Schmale Landstraßen führen von Mieuxcé in alle Richtungen, die nahe Stadt Alençon fungiert als Bahn- und Straßenverkehrs-Knotenpunkt.
Mieuxcé hatte zwischen 1914 und 1935 zusammen mit der Nachbargemeinde Héloup einen Haltepunkt an der Meterspur-Überland-Straßenbahn von Alençon nach Fresnay-sur-Sarthe.

## Belege
1. ↑  Ortsname auf cassini.ehess.fr
2. ↑  Mieuxcé auf cassini.ehess
3. ↑  Mieuxcé auf INSEE
4. ↑  Landwirtschaftsbetriebe auf annuaire-mairie.fr (französisch)